# Fosnøyna
Fosnøyna o Fosnøy es una isla del municipio de Austrheim en la provincia de Hordaland, Noruega. La isla es la mayor parte del territorio del municipio. Se localiza en el este del Fedjefjorden y al sur del Fensfjorden. La isla de Radøy  está al sur de Fosnøyna y la península de Lindås está al este de Fosnøyna. El punto más alto mide 56 m y es el monte Bredvikvarden. La zona norte es principalmente rocosa y estéril mientras el sur es más bien pantanoso. Hay dos localidades mayores que son Austrheim y Årås. Las conexiones con el continente se dan gracias a dos puentes que dan acceso a rutas importantes. Otra serie de puentes menores dan conexión con la península de Lindås, al oeste de Mongstad y con Radøy al sur.